# Ramal F9 del Ferrocarril Belgrano

## Ubicación
El Ramal F9 pertenecía al F.C.G.B (Ferrocarril General Belgrano).
Fue construido por el Ferrocarril Provincial de Santa Fe entre los Años 1886 y 1887. 
Se hallaba dentro de los departamentos Las Colonias y San Jerónimo en la provincia de Santa Fe, Argentina.
El Ramal F9 se clausura en 1961 como parte del Plan Larkin  ,luego sus vías & durmientes fueron desmanteladas ,además sus terrenos posteriormente fueron vendidos.

## Características
Era un ramal de trocha angosta (1.000 mm)  cuya extensión era de 79,1 km
Sus Estaciones terminales eran Empalme San Carlos & Gálvez.
La red contaba con 9 Estaciones, 1 Apeadero, Talleres y Mesa Giratoria (en Gálvez)

La Siguiente Tabla Muestra la totalidad de Ramal F9
| Estación           | Tipo                                                     | Punto Kilométrico (PK) desde Santa Fe | Cantidad de Vías | Empalmes o Desvíos                                                       | Puentes o Pasos a Nivel                                                  |
| ------------------ | -------------------------------------------------------- | ------------------------------------- | ---------------- | ------------------------------------------------------------------------ | ------------------------------------------------------------------------ |
| Empalme San Carlos | Estación de Combinación (Ramal F2) y Terminal (Ramal F9) | 15.7                                  | 2                | Ramal F2 (A Santa Fe) Ramal F2 (A San Cristóbal) Ramal F4 (A Santo Tome) |                                                                          |
| Franck             | Estación                                                 | 29.0                                  | 1                |                                                                          | P.A.N Ruta Provincial N° 6                                               |
| Las Tunas          | Estación                                                 | 34.7                                  | 1                |                                                                          | P.A.N Ruta Provincial N° 67-S                                            |
| San Carlos Norte   | Estación                                                 | 51.1                                  | 1                |                                                                          | Puente RN N° 19 km 30,4 (5,5 KM al Norte de la Localidad)                |
| San Carlos Centro  | Estación                                                 | 56.7                                  | 1                |                                                                          | Cruce Ferroviario a Nivel (F.C.G.B) Ramal F9 KM 59,8 (F.C.G.B.M) KM 41,6 |
| San Carlos Sud     | Estación                                                 | 60.8                                  | 1                | Desvió de 600 Mts a Cervecería San Carlos                                |                                                                          |
| Gessler            | Estación                                                 | 74.8                                  | 2                | Ramal F5 (A Coronda)                                                     | P.A.N Ruta Provincial N° 6 Puente Sobre el Arroyo Colastine              |
| Loma Alta          | Apeadero                                                 | 84.6                                  | 1                |                                                                          | P.A.N Ruta Provincial N° 64 (4,3 KM al Norte de la Localidad)            |
| Gálvez             | Estación Terminal de la Línea                            | 94.8                                  | 2                |                                                                          | P.A.N RP N° 10                                                           |
| Gálvez Mitre       | Estación de Combinación                                  | 95.3                                  | 1                | (F.C.G.B.M) Ramal (San Francisco-La Rubia) Ramal (Rosario Norte-Tucumán) |                                                                          |
| Talleres Galvez    | Talleres                                                 | 95.5                                  | 4                |                                                                          |                                                                          |

Fotografías de las estaciones del Ramal F9
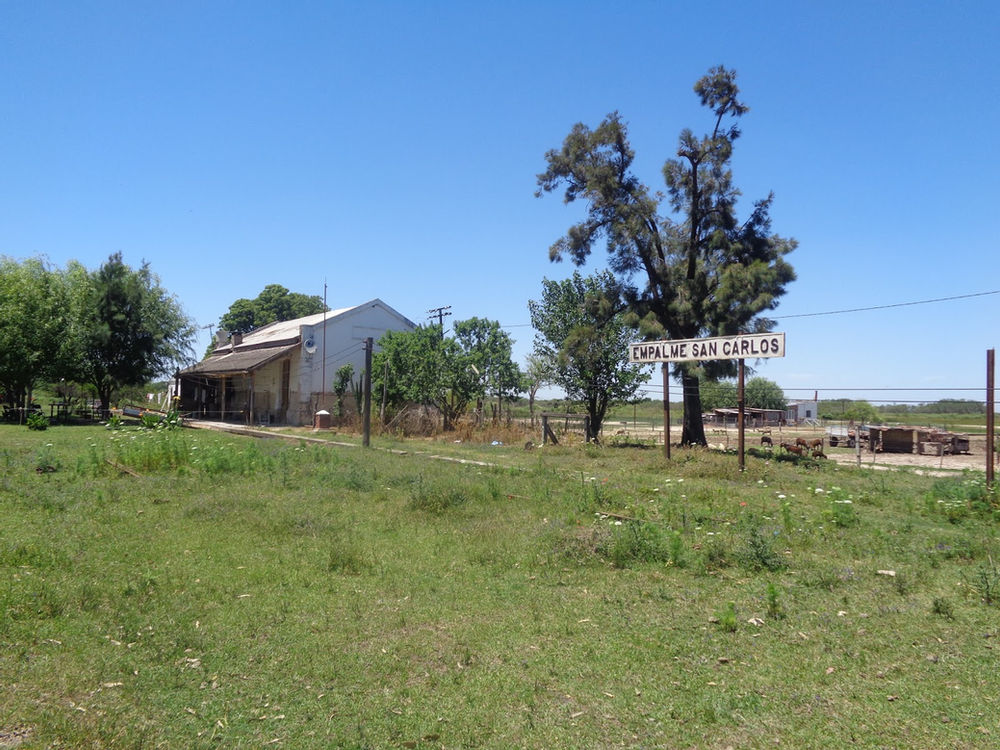
Estación Empalme San Carlos
Estación Franck
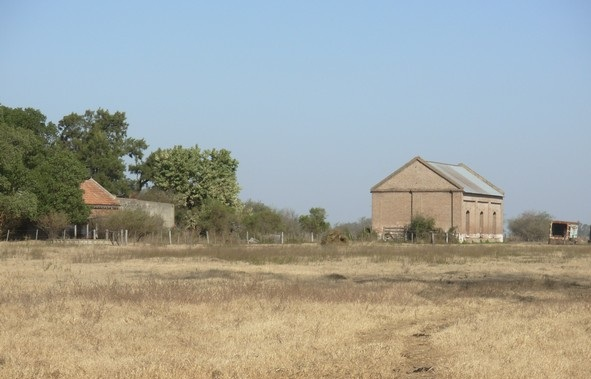
Estancion San Carlos Norte
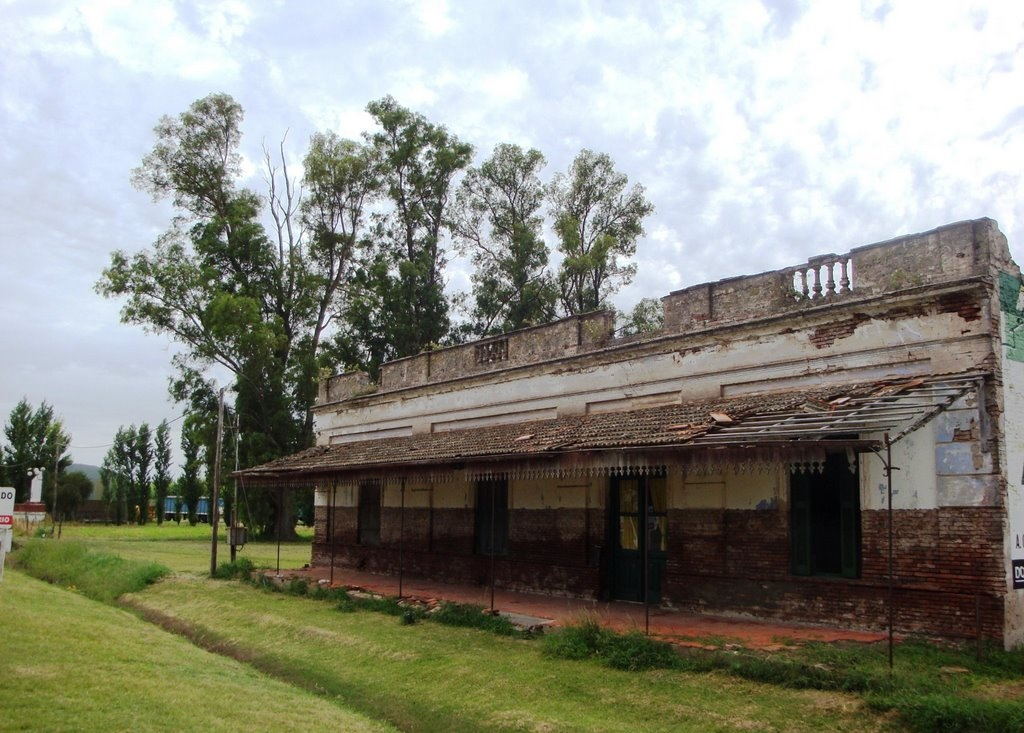
Estación San Carlos Sud
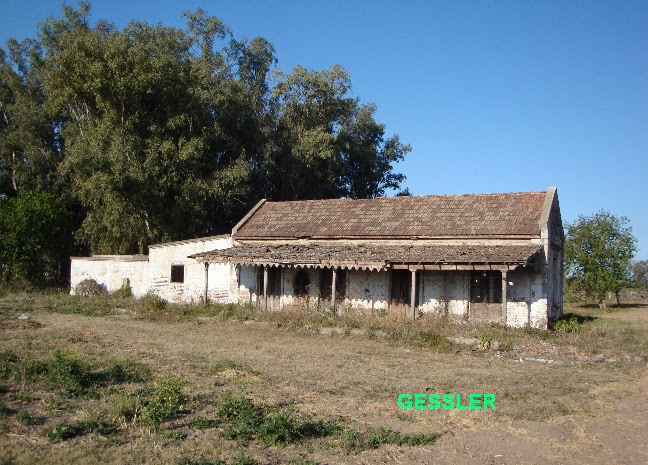
Estación Gessler
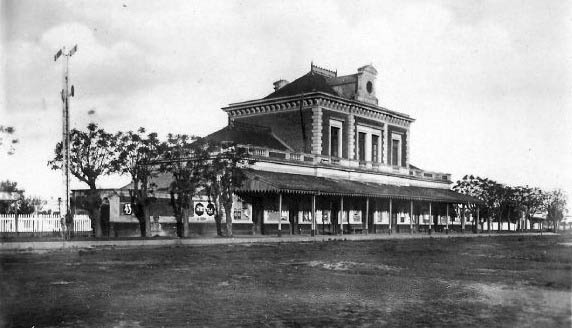
Estación Gálvez (F.C.SF) -Circa 1910
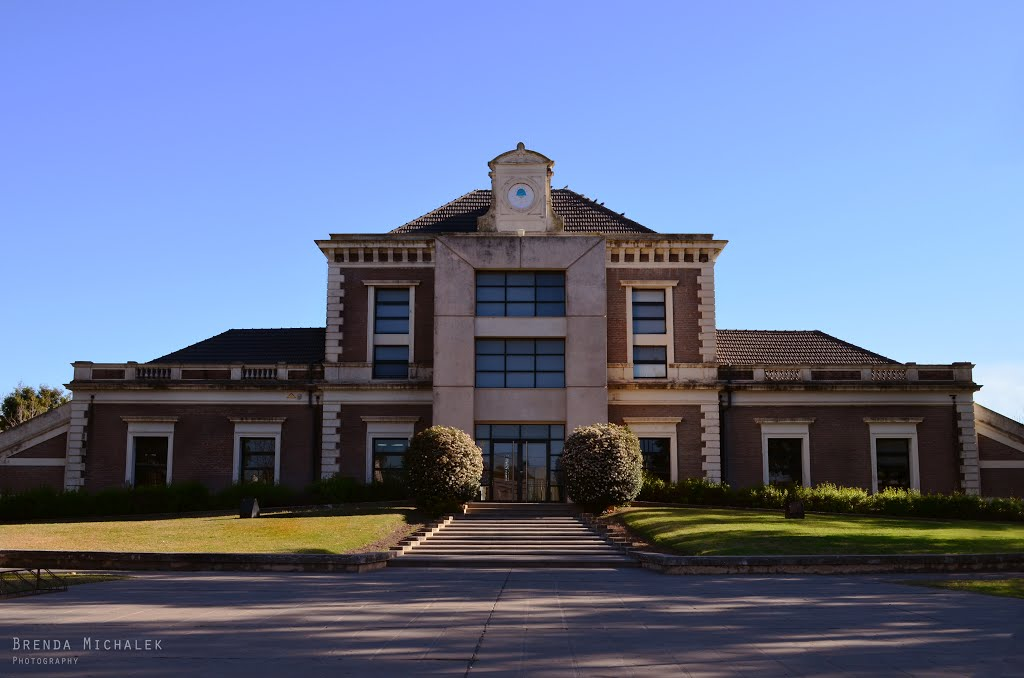
Estación Gálvez (F.C.G.B)  Año 2012- Municipalidad de Galvez
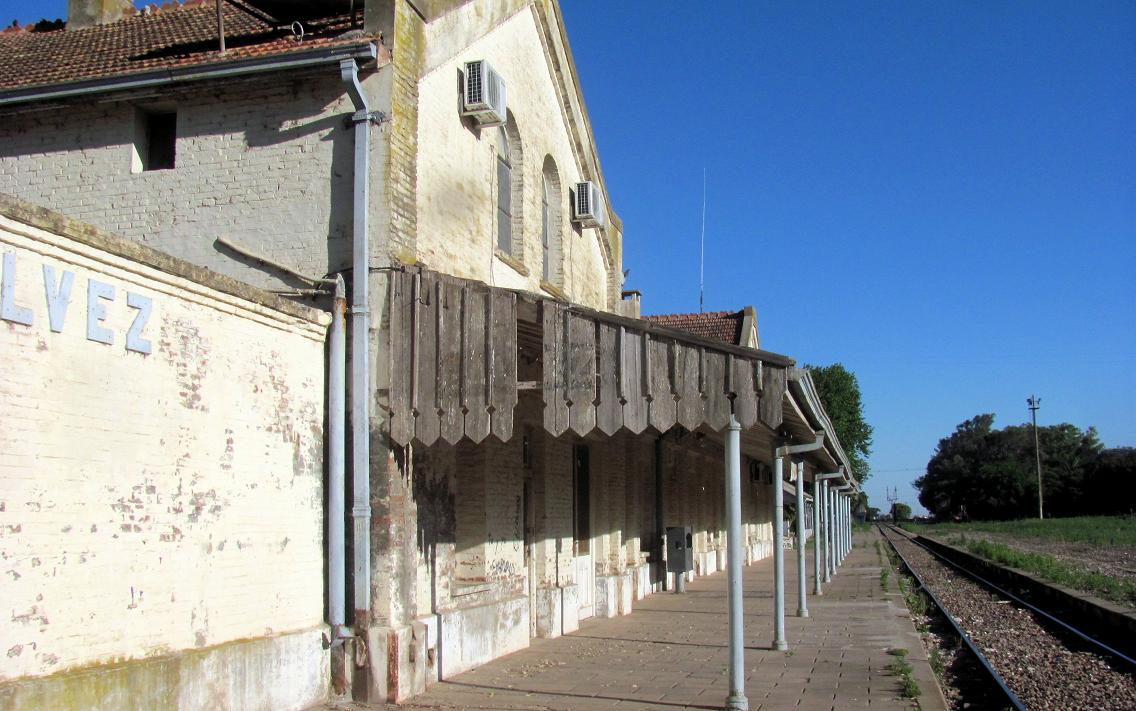
Estación Gálvez (F.C.G.B.M)